# Najprej ženske in otroci
Najprej ženske in otroci je navada v pomorstvu iz leta 1852, po kateri imajo ženske in otroci v nevarnih razmerah na ladji prednost pri reševanju zaradi omejene zmogljivosti ali števila reševalnih čolnov. Vendar pa to nima podlage v pomorskem pravu. 

Medtem ko se je izrek prvič pojavil v romanu Harrington: A Story of True Love avtorja Williama Douglasa O'Connorja iz leta 1860, je bil na morju prvič izrečen maja 1840, ko je po udaru strele na ameriški potniški ladji Poland na poti iz New Yorka v Le Havre izbruhnil požar. Po besedah potnika J. H. Buckinghama iz Bostona:
"kapitan je rekel, da ne dvomi, da ladja gori, in da si moramo prizadevati, da se lotimo težave. Na predlog, da se bomo morda morali odpraviti do čolnov, je takoj odgovoril eden od naših francoskih potnikov: "Najprej poskrbimo za ženske in otroke.", drugi pa so se odzvali.
To je privedlo do previdnostne evakuacije žensk, otrok in nekaj moških potnikov v veliki čoln, ostali moški potniki, posadka in kapitan pa so ostali na krovu, da bi pogasili požar. Ker je bil Buckingham novinar, je svojo živo pripoved o incidentu objavil najprej v časopisu Boston Courier, ki so jo nato ponatisnili številni časopisi, vključno z londonskim Timesom, še istega leta pa je bil objavljena tudi v knjigi, zato je postala zelo prepoznavna. 
Konkretnejši primer je bila evakuacija z vojaške ladje Kraljeve vojne mornarice HMS Birkenhead leta 1852, izrek pa javnost najbolj povezuje s potopom ladje RMS Titanic leta 1912.
Navada se je obdržala do današnjih dni. Po mnenju strokovnjaka za evakuacijo v ladijskih nesrečah, bodo ljudje pri sodobnih evakuacijah običajno pomagali oditi najranljivejšim, kar bodo običajno ranjenci, starejši in otroci. 
V programu Sea Scouting ameriške skavtske organizacije velja izrek »najprej ženske in otroci« za morski moto.